# Östergötlands runinskrifter 216
Östergötlands runinskrifter 216 är ett vikingatida runstensfragment i Sunds kyrkby, Sunds socken och Ydre kommun. Fragmentet påträffades, troligen 1879, i samband med att man rev en stenmur. Fragmentet storlek är 67 gånger 45 centimeter stort.

## Inskriften
Translitterering av runraden:
: krim- ... ...- ·
Normalisering till runsvenska:
Grim[ʀ](?) ... ...
Översättning till nusvenska:
Grimr(?)